# Рекс (мультфильм)
Рекс (в оригинале — Рексё, пол. Reksio) — польский мультипликационный сериал для детей, главным героем которого является пёс Рекс. Автор первых выпусков — польский режиссёр Лехослав Маршалек, композитор — Зенон Коваловский. Всего создано 65 эпизодов с 1967 по 1990 год. Сюжет основывается на приключениях пса Рекса, а также его друзей — других домашних животных.
Популярность сериала шагнула далеко за пределы Польши, пёс Рекс стал известен и любим во многих странах социалистического содружества, в том числе в СССР.
Сериал в настоящее время транслируется на телевидении на различных каналах.

## Список эпизодов
1. Рекс-полиглот — Лехослав Маршалек (1967).
2. Рекс-мечтатель — Лехослав Маршалек (1969).
3. Рекс-воспитатель — Лехослав Маршалек (1969).
4. Рекс-защитник — Лехослав Маршалек (1970).
5. Рекс-благодетель — Лехослав Маршалек (1970).
6. Рекс-домосед — Лехослав Маршалек (1971).
7. Рекс-пожарный — Юзеф Цвертня (1972).
8. Рекс-спортсмен — Эдвард Ватор (1972).
9. Рекс-альпинист — Лехослав Маршалек (1972).
10. Рекс-путешественник — Юзеф Цвертня (1972).
11. Рекс-актёр — Юзеф Цвертня (1972).
12. Рекс-телезритель — Эдвард Ватор (1972).
13. Рекс-космонавт — Лехослав Маршалек (1972).
14. Рекс-фокусник — Эдвард Ватор (1972).
15. Рекс-санитар — Лехослав Маршалек (1973).
16. Рекс-рационализатор — Эдвард Ватор (1973).
17. Рекс-жертва стихии — Лехослав Маршалек (1973).
18. Рекс-художник — Мариан Холерек (1973).
19. Рекс-искатель — Эдвард Ватор (1973).
20. Рекс-спасатель — Юзеф Цвертня (1974).
21. Рекс-детектив — Мариан Холерек (1974).
22. Рекс-чистюля — Юзеф Цвертня (1974).
23. Рекс-укротитель — Мариан Холерек (1974).
24. Рекс-моряк — Юзеф Цвертня (1974).
25. Рекс-медалист — Мариан Холерек (1974).
26. Рекс-миротворец — Юзеф Цвертня (1974).
27. Рекс-робинзон — Юзеф Цвертня (1975).
28. Рекс-утешитель — Ромуальд Клыс, Эдвард Ватор (1975).
29. Рекс-певец — Лехослав Маршалек (1975).
30. Рекс-сват — Юзеф Цвертня (1975).
31. Рекс-дантист — Юзеф Цвертня (1976).
32. Рекс-садовник — Лехослав Маршалек (1976).
33. Рекс-компаньон — Юзеф Цвертня (1976).
34. Рекс-учитель — Эдвард Ватор (1977).
35. Рекс находчивый — Ромуальд Клыс (1977).
36. Рекс-проводник — Лехослав Маршалек (1977).
37. Рекс-хозяин — Юзеф Цвертня (1978).
38. Рекс и такса — Лехослав Маршалек (1978).
39. Рекс осенью — Юзеф Цвертня (1979).
40. Рекс и НЛО — Лехослав Маршалек (1979).
41. Рекс-терапевт — Лехослав Маршалек (1979).
42. Рекс-композитор — Юзеф Цвертня (1979).
43. Рекс ремонтирует — Лехослав Маршалек (1980).
44. Рекс весной — Юзеф Цвертня (1980).
45. Рекс и курица-несушка — Галина Филек-Маршалек (1981).
46. Рекс-конькобежец — Юзеф Цвертня (1981).
47. Рекс зимой — Ромуальд Клыс (1981).
48. Рекс и ворона — Галина Филек-Маршалек (1981).
49. Рекс и петухи — Йозеф Цвертния (1981).
50. Рекс и сверчок — Галина Филек-Маршалек (1982).
51. Рекс и сорока — Ромуальд Клыс (1985).
52. Рекс и муравьи — Ромуальд Клыс (1986).

Цикл Рекс и птицы:
1. Рекс и аист — Ромуальд Клыс (1987).
2. Рекс и попугай — Рышард Лепюра (1987).
3. Рекс и голубь — Рышард Лепюра (1987).
4. Рекс и скворцы — Рышард Лепюра (1987).
5. Рекс и гусак — Мариан Холерек (1987).
6. Рекс и дрозд — Рышард Лепюра (1988).
7. Рекс и дятел — Рышард Лепюра (1988).
8. Рекс и ворон — Мариан Холерек (1988).
9. Рекс и галки — Мариан Холерек (1989).
10. Рекс и кукушка — Мариан Холерек (1990).
11. Рекс и павлин — Мариан Холерек (1990).
12. Рекс и пеликан — Мариан Холерек (1990).
13. Рекс и сова — Лехослав Маршалек (1990).

## Памятник Рексу
- На одной из площадей польского города Бельско-Бялы есть памятник Рексу. Рекс удивленно смотрит на фонтан и указывает на него пальцем. Памятник был отлит из бронзы и весит 120 кг.

## Интересные факты
- Прообразом Рекса послужила собака породы фокстерьер.[2]
- В некоторых сериях, в конуре у Рекса, можно увидеть книги, персонажами которых являются Болек и Лёлек, а в серии «Рекс ремонтирует» можно увидеть календарь с этими персонажами.
- Серия «Рекс — дантист» имеет сюжет, схожий с сюжетом советского мультфильма 1972 года «Зубная быль», с той лишь разницей, что хозяин Рекса не калечится и показан процесс удаления проблемного зуба, а также отсутствует визит в поликлинику перед попытками самостоятельного удаления.
- Кадры из данного мультсериала можно увидеть в советском мультфильме 1985 года "Бодливый".

## Игры
В 2004 году российской фирмой «1С», совместно с польской компанией «Aidem Media» был начат выпуск серии из нескольких игр для детей в жанре квест, главными героями которых являются пёс Рекс и его лучший друг — переработанный персонаж Кротик из одноимённого чешского мультсериала, с новым именем Крет Кретес. Последняя основная игра в серии вышла в 2007 году.
Но также ещё, как дополнительные игры серии, были созданы специальная игра-сборник мини-игр по 5 основным играм серии «Рекс и Крот на тропе войны!», а также детектив-квест «Рекс и Крот в подземном городе» — первая игра в серии, сделанная с помощью трёхмерной графики.

### Основные игры серии
- Рекс и сокровища пиратов (12 августа 2003 года)
- Рекс и НЛО (28 октября 2003 года)
- Рекс и волшебники (12 марта 2004 года)
- Рекс и машина времени (12 июля 2004 года)
- Рекс и капитан Немо (13 апреля 2007 года)

### Дополнительные игры серии
- Рекс и Крот на тропе войны! (20 июля 2007 года)
- Рекс и Крот в подземном городе (23 июля 2010 года)
- Рекс и его друзья: Приключения в третьем измерении (2008)

### Игры для детей
- Считаем с Рексом (17 сентября 2004 года)
- Рекс на острове чудес (24 апреля 2009 года)
- Рекс в детском саду (24 сентября 2004 года)

## Комментарии
1. ↑  произносится: Рэ́кщё